# Twoubadou
Twoubadou (Kreyòl van het Franse woord troubadour) is een Haïtiaanse muzieksoort. Sterke Afrikaanse invloeden worden hierin vermengd met Latijns-Amerikaanse elementen. De muziek is ontstaan bij Haïtianen die op de Cubaanse suikerrietplantages werkten.
Traditioneel komt de muziek van het platteland. Net als de Europese troubadours reist de zanger rond en zingt in de open lucht. Hij heeft zijn instrumenten vaak zelf met de hand gemaakt, en zichzelf leren spelen. Het zingen is voor hem niet slechts een tijdverdrijf, er is een hoge mate van vereenzelviging met de muziek.
De teksten gaan vaak over het zware leven en het lijden op het platteland, en over onmogelijke liefdes. In vergelijking met andere Caraïbische muzieksoorten is er meer nadruk op een melodieuze zanglijn, en minder op een swingend ritme.
Belangrijke instrumenten zijn:
- banjo
- gitaar
- manuba, een houten doos met stalen strips die bespeeld wordt als een duimpiano en fungeert als bas
- tanbou, een trom die gemaakt is van een vat en met de handen bespeeld wordt
- graj, een soort guiro

In de tweede helft van de 20e eeuw begon de muziek aan belangstelling te verliezen. Modernere muzieksoorten, zoals de kompa die uit de twoubadou voortkwam, waren populairder. Maar met name nadat de groep Mizik Mizik in 1999 het nummer Blakawout opnam, kreeg het genre opnieuw bekendheid. Sindsdien wordt er een moderne vorm van twoubadou gemaakt met instrumenten als de elektrische gitaar. Ook wordt twoubadou wel gemengd met bijvoorbeeld hiphop.